# 薩拉赫河

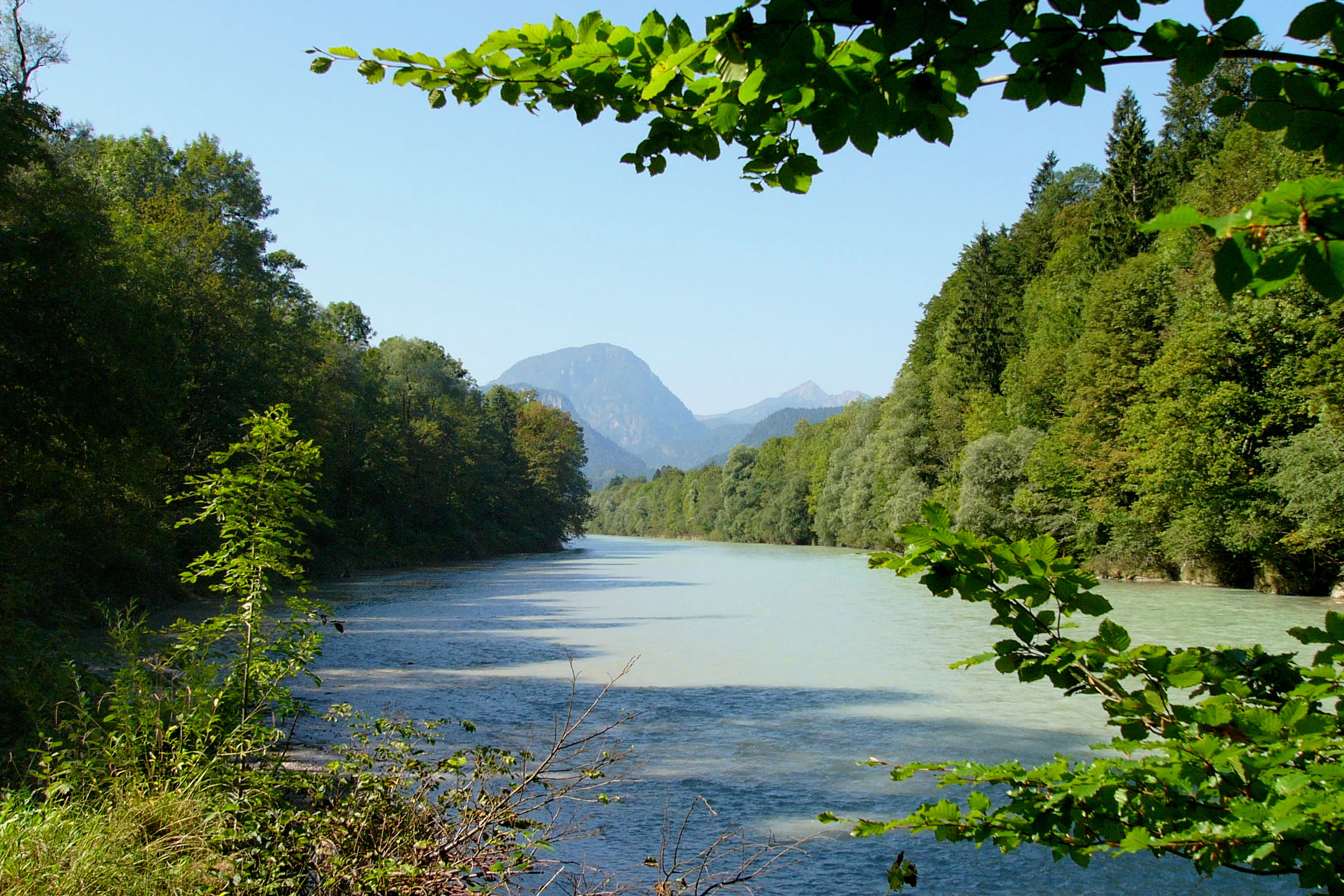

薩拉赫河（德語：Saalach）是中歐的河流，流經奧地利和德國，河道全長103公里，流域面積1,043平方公里，發源自基茨比厄爾阿爾卑斯山脈，最終注入薩爾察赫河。